# Bab Souika (délégation)
Bab Souika est une délégation tunisienne dépendant du gouvernorat de Tunis.
En 2004, elle compte 33 284 habitants dont 16 724 hommes et 16 560 femmes répartis dans 9 038 ménages et 9 629 logements.
Elle comporte un certain nombre de quartiers dont :
- Halfaouine[3] ;
- Bab Saadoun ;
- Bab Laassal ;
- Bab Sidi Abdessalem ;
- Bab El Allouj ;
- Bab Souika ;
- Bab El Khadra ;
- Bab Lakouas ;
- Borj Zouara ;
- Hammam El Remimi ;
- Sidi Djebeli ;
- Tronja ;
- Zaouiet El Bakria.

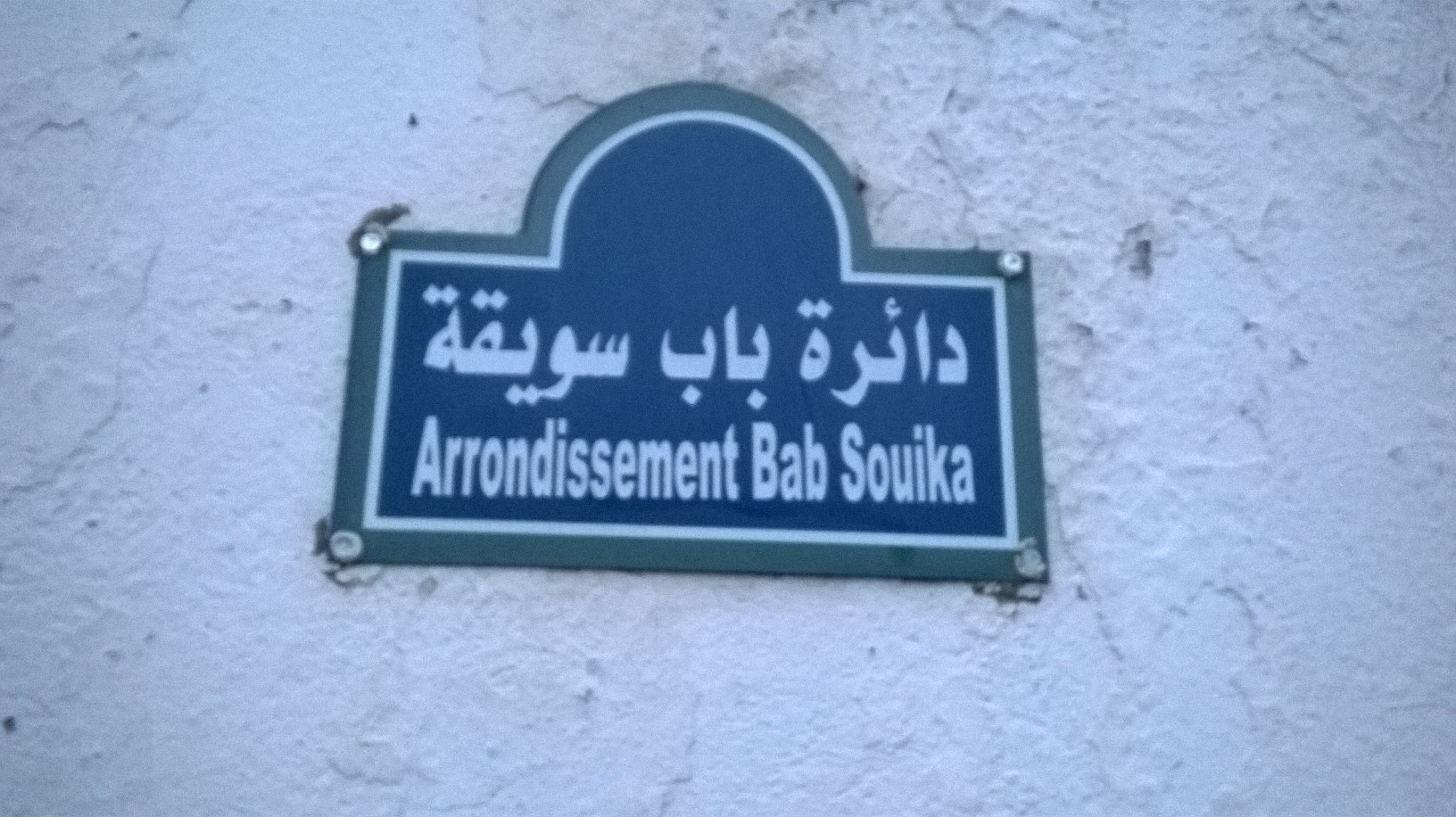
Plaque marquant l'arrondissement de Bab Souika

Elle est délimitée par la délégation d'El Omrane au nord, les délégations de la médina et d'Ezzouhour au sud, la délégation de Bab El Bhar à l'est et par la municipalité du Bardo à l'ouest.